# New Athens (Illinois)
New Athens é uma vila localizada no estado americano de Illinois, no Condado de St. Clair.

## Demografia
Segundo o censo americano de 2000, a sua população era de 1981 habitantes.
Em 2006, foi estimada uma população de 2012, um aumento de 31 (1.6%).

## Geografia
De acordo com o United States Census Bureau tem uma área de
4,8 km², dos quais 4,5 km² cobertos por terra e 0,3 km² cobertos por água.

## Localidades na vizinhança
O diagrama seguinte representa as localidades num raio de 16 km ao redor de New Athens.